# Église Saint-Germain-l'Auxerrois de Champlan
L'église Saint-Germain-l'Auxerrois est une église catholique située à Champlan dans l'Essonne, en France.

## Description
L'église s'élève un peu à l'écart du centre de Champlan. Elle est de plan rectangulaire, constituée de deux nefs terminées par un chevet plat : la nef principale est voûtée en berceau, la nef secondaire, au nord, est composée de quatre travées de voûte,. Les façades latérales sont renforcées de contreforts. L'église est flanquée d'une tour-clocher. Si l'édifice n'est pas (encore) classé, il dispose d'un mobilier qui est inscrit.
La construction de l'église remonte au XIIe siècle et remplace un édifice pré-existant. Elle est détruite au XIVe siècle, puis reconstruite au XVe siècle. La nef est agrandie au XVIIIe siècle. Des travaux importants sont menés dans les années 1850 : agrandissement de fenêtres, déplacement de l'entrée du clocher vers la façade occidentale.
Les vitraux sont détruits pendant la Seconde Guerre mondiale. L'église est restaurée en 1976 : dégagement des sculptures du XVe siècle et des clés de voûte recouvertes au XIXe siècle. Les vitraux détruits sont alors remplacés par des oeuvres contemporaines non-figuratives, création de Sylvie Gaudin.
L'édifice bénéficie du label « Patrimoine d'intérêt régional depuis le 27 septembre 2024 ».